# Klášter Sant Pere de Rodes
Klášter Sant Pere de Rodes je španělský katalánský klášter 8 km od El Port de la Selva.

## Historie kláštera
Benediktinský klášter stojí pod horou Serra de Roda a pochází nejpozději z 9. století. První písemná zmínka o klášteře je z roku 879. Místní konvent byl přímo zodpovědný papeži a velice bohatý, což vyvolávalo časté neshody s okolní šlechtou. Proto bylo nutné mohovitý klášter opevnit před případnými nájezdy nejen Maurů, ale i nespokojených křesťanských sousedů.
Od 18. století klášter postupně pustl a rozpadal se. Dnešní podoba je dílem moderní rekonstrukce. Nejzachovalejší je klášterní katedrála. Zde se zachovaly i původní hlavice sloupů s motivy psích a vlčích hlav v nichž lze rozpoznat katalánský románský sloh.